# Jada Pinkett Smith
Jada Koren Pinkett Smith (nacida Jada Koren Pinkett; Baltimore, Maryland, 18 de septiembre de 1971) es una actriz, productora, directora, cantante, compositora y empresaria estadounidense. Es conocida por su personaje de Niobe en las películas The Matrix Reloaded y The Matrix Revolutions, y por ser la voz de Gloria en la franquicia de películas animadas Madagascar. Desde 1998 está casada con el actor y rapero Will Smith, con quien tiene dos hijos, los también actores y raperos Jaden Smith y Willow Smith.

## Trayectoria
Jada Pinkett comenzó su carrera en 1990, cuando se la invitó a participar en la breve sitcom True Colors. Su fama comenzó a aumentar al protagonizar la película dramática Menace II Society (1993) y Set It Off (1996). Ha tenido varios papeles en diversas películas que abarcan géneros diferentes, y probablemente como más se la conoce es por sus actuaciones en Ali, The Matrix Reloaded y The Matrix Revolutions.
Jada Pinkett entró en el mundo musical en 2002, cuando ayudó a formar el grupo de metal y rock Wicked Wisdom, en el que podemos escuchar su voz gutural y screaming en la canción "Something Inside Of Me". Actualmente es cantante y compositora. Esta banda ha publicado dos álbumes hasta la fecha y apareció en el festival de música Ozzfest en 2005. También ha creado su propia compañía de producción, así como una línea de ropa, y es autora de un libro para niños publicado en 2004.
Casada con el actor y rapero Will Smith desde 1997, Pinkett tiene dos hijos con Smith, Jaden y Willow Smith, y es madrastra del hijo del matrimonio anterior de Smith, Willard Smith III.[cita requerida] Juntos han creado la Will & Jada Smith Family Foundation, una organización de caridad que ha donado fondos a diversas organizaciones benéficas y ha participado en eventos de beneficencia. Jada es la vicepresidenta de la Cesar Millan Foundation.[cita requerida] Fue la mejor amiga del legendario rapero Tupac Shakur donde coincidieron en la escuela de Baltimore.[cita requerida] Jada decía que la relación que tenía con Tupac solo se tenía una vez en la vida y que mutuamente se aportaban mucho. Tupac contaba que Jada siempre estaría en su corazón e incluso le compuso un poema.
El presentador y cómico Chris Rock, durante la entrega de los premios Oscar en la edición de 2022, se refirió de forma cómica a Jada Pinkett, que en ese momento padecía de alopecia. Debido al comentario, Will Smith le propinó una fuerte bofetada y, horas después, se disculpó con el comediante.

## Filmografía

### Cine
| Año  | Título                             | Interpretación                     |
| ---- | ---------------------------------- | ---------------------------------- |
| 1993 | Menace II Society                  | Ronnie                             |
| 1994 | The Inkwell                        | Lauren Kelly                       |
| 1994 | Jason's Lyric                      | Lyric                              |
| 1994 | A Low Down Dirty Shame             | Peaches                            |
| 1995 | Tales from the Crypt: Demon Knight | Jeryline                           |
| 1996 | El profesor chiflado               | Carla Purty                        |
| 1996 | If These Walls Could Talk (TV)     | Patti                              |
| 1996 | Set It Off                         | Lida "Stony" Newsom                |
| 1997 | La princesa Mononoke               | Toke (voz)                         |
| 1997 | Scream 2                           | Maureen Evans                      |
| 1998 | Woo                                | Woo                                |
| 1998 | Blossoms and Veils (cortometraje)  | Mary                               |
| 1998 | Return to Paradise                 | M.J. Major                         |
| 2000 | Bamboozled                         | Sloan Hopkins                      |
| 2001 | Kingdom Come                       | Charisse Slocumb                   |
| 2001 | Ali                                | Sonji                              |
| 2003 | The Matrix Reloaded                | Niobe                              |
| 2003 | The Matrix Revolutions             | Niobe                              |
| 2004 | Collateral                         | Annie                              |
| 2005 | Madagascar                         | Gloria (voz original)              |
| 2007 | Reign Over Me                      | Janeane Johnson                    |
| 2008 | The Women                          | Alex Fisher                        |
| 2008 | Madagascar 2: Escape de África     | Gloria (voz)                       |
| 2008 | The Human Contract                 | Productora, guionista y directora. |
| 2010 | The Karate Kid                     | Productora                         |
| 2012 | Madagascar 3: Europe's Most Wanted | Gloria (voz)                       |
| 2015 | Magic Mike XXL                     | Rome                               |
| 2016 | Bad Moms                           | Stacy                              |
| 2017 | Girls Trip                         | Lisa Cooper                        |
| 2019 | Angel Has Fallen                   | Helen Thompson                     |
| 2021 | The Matrix Resurrections           | Niobe                              |

### Televisión
| Año       | Título               | Personaje     | Notas            |
| --------- | -------------------- | ------------- | ---------------- |
| 1990      | Moe's World          | Natalie       | Película para TV |
| 1990      | True Colors          | Beverly       | 1 episodio       |
| 1991      | 21 Jump Street       | Nicole        | 1 episodio       |
| 1991      | Doogie Howser, M. D. | Trish Andrews | 1 episodio       |
| 1991-1993 | A Different World    | Lena James    | 36 episodios     |
| 2014-2017 | Gotham               | Fish Mooney   | 25 episodios     |

## Premios y nominaciones
| Año  | Premio                          | Categoría                                                     | Título                    | Resultado |
| ---- | ------------------------------- | ------------------------------------------------------------- | ------------------------- | --------- |
| 1997 | NAACP Image Award               | Outstanding Actress in a Motion Picture                       | Set It Off                | Nominada  |
| 1997 | NAACP Image Award               | Outstanding Lead Actress in a Television Movie or Mini-Series | If These Walls Could Talk | Nominada  |
| 1998 | Blockbuster Entertainment Award | Favorite Supporting Actress – Horror                          | Scream 2                  | Nominada  |
| 2001 | Black Reel Award                | Theatrical – Best Actress                                     | Bamboozled                | Nominada  |
| 2001 | Image Award                     | Outstanding Actress in a Motion Picture                       | Bamboozled                | Nominada  |
| 2002 | NAACP Image Award               | Outstanding Supporting Actress in a Motion Picture            | Ali                       | Nominada  |
| 2003 | Teen Choice Awards              | Choice Movie Actress – Drama/Action Adventure                 | The Matrix Reloaded       | Nominada  |
| 2004 | Image Award                     | Outstanding Supporting Actress in a Motion Picture            | The Matrix Revolutions    | Nominada  |
| 2005 | BET Comedy Award                | Best Performance in an Animated Theatrical Film               | Madagascar                | Nominada  |
| 2005 | Black Reel Award                | Best Supporting Actress                                       | Collateral                | Nominada  |
| 2005 | NAACP Image Award               | Outstanding Supporting Actress in a Motion Picture            | Collateral                | Nominada  |
| 2010 | NAACP Image Award               | Outstanding Actress in a Drama Series                         | Hawthorne                 | Ganadora  |
| 2011 | NAACP Image Award               | Outstanding Actress in a Drama Series                         | Hawthorne                 | Nominada  |